# Казимира фон Анхалт-Десау
Казимира фон Анхалт-Десау (на немски: Kasimire von Anhalt-Dessau; * 19 януари 1749 в Десау; † 8 ноември 1778 в Детмолд) от род Аскани е принцеса от Анхалт-Десау и чрез женитба графиня на Графство Липе-Детмолд.
Тя е дъщеря на княз Леополд II Максимилиан фон Анхалт-Десау (1700 – 1751) и съпругата му принцеса Гизела Агнес фон Анхалт-Кьотен (1722 – 1751), дъщеря на княз Леополд фон Анхалт-Кьотен.
След женитбата на по-голямата ѝ сестра Мария Леополдина за граф Симон Август фон Липе през 1765 г., Казимира и сетра ѝ Агнес (1744 – 1799) отиват при нея в Детмолд.
Казимира умира на 8 ноември 1778 г. на 29 години в Детмолд.

## Фамилия
Казимира се омъжва на 9 ноември 1769 г. в Десау за граф Симон Август фон Липе (1727 – 1782), вдовец на по-голямата ѝ сестра принцеса Мария Леополдина († 15 април 1769). Тя е третата му съпруга.Те имат един син:
- Казимир Август (* 9 октомври 1777; † 27 май 1809), неженен

Казимира има голямо влияние над съпруга си в управлелението и реформите му. Тя е мащеха на племенника си Вилхелм Леополд I (1767 – 1802), от 1789 г. първият княз на Липе. Нейният съпруг Симон се жени четвърти път на 26 март 1780 г. за принцеса Христина Шарлота фон Золмс-Браунфелс (1744 – 1823).